# День русского языка
День русского языка — международный день, посвящённый русскому языку, учреждён ООН в 2010 году, отмечается 6 июня, в день рождения великого русского поэта Александра Сергеевича Пушкина.
В Российской Федерации — России праздник учреждён в 2011 году в качестве российского государственного праздника.

## История
Идею учреждения Дня русского языка впервые высказал автор проекта «Русская игра слов» Иван Клименко на страницах «Парламентской газеты» 26 декабря 2007 года. В своей статье автор, подводя итоги Года русского языка, отмечает: «…опыт именного Года свидетельствует о том, что для непременного развития языка в каждом грядущем календарном году обязательно должен ещё быть и один именной День. День русского языка. Всемирный праздник для всего Русского мира». Но ни законодательная, ни исполнительная власти России на предложение не отреагировали.
Ещё раньше, в 1996 году, День защиты русского языка 6 июня, в день рождения А. С. Пушкина, начала праздновать Русская община Крыма. Начиная с 2007 года в Крыму по их инициативе 6 июня стал проводиться Международный фестиваль русской, славянской культуры «Великое Русское Слово». Именно в этот день участников фестиваля на протяжении многих лет поздравляет президент Российской Федерации.
6 июня 2011 года президентом Российской Федерации Д. А. Медведевым подписан указ: «Установить День русского языка и отмечать его ежегодно, 6 июня, в день рождения великого русского поэта, основоположника современного русского литературного языка А. С. Пушкина».

## Дни языков ООН
Наряду с днем родного языка в ООН отмечаются дни официальных языков организации. Они были провозглашены в 2010 году Департаментом общественной информации ООН в рамках поддержки многоязычия и культурного многообразия. Проводимые в эти дни мероприятия направлены на обеспечение равноправия официальных языков, на повышение информированности сотрудников ООН об истории, о развитии языков ООН.

### Памятные дни языков в рамках программы ООН
- 20 марта — День французского языка (Международный день франкофонии).
- 20 апреля — День китайского языка (посвящён Цан Цзе, основоположнику китайской письменности).
- 23 апреля — День английского языка (день рождения Уильяма Шекспира).
- 23 апреля — День испанского языка (день смерти Мигеля Сервантеса).
- 6 июня — День русского языка (день рождения А. С. Пушкина).
- 18 декабря — День арабского языка (день утверждения в 1973 году решения о включении арабского языка в число официальных и рабочих языков ООН)[1].